# Яворский, Аполлинарий
Аполлина́рий фон Яворский (пол. Apolinary Jaworski; 1825—1904) — австрийский политик.

## Биография
Аполлинарий Яворский родился в 1825 году в городе Львове; по происхождению галицийский поляк, крупный землевладелец; из дворян. В 1870 году он был избран в галицийский ландтаг в курии крупного землевладения; ландтаг послал его в рейхсрат. Получил образование в Львовском национальном университете имени Ивана Франко, где окончил юридический факультет.
В 1873 году, после отмены избрания членов рейхсрата ландтагами, избран в рейхсрате курией крупного землевладения в Галиции, и переизбран в 1879, 1885, 1891, 1897 и 1900 гг. В рейхсрате (как и в ландтаге) он примкнул к польскому клубу, где сразу занял заметное положение. Сначала он был помощником старшины клуба, место которого занимал Грохольский, а после смерти этого последнего в 1888 году был избран старшиной. С тех пор он руководит им с большой энергией. В речи, в которой он благодарил клуб, он так определил свою программу: «все для страны; не будем забывать, что мы составляем польский клуб и должны заботиться об интересах не одной только провинции, а всего польского народа».
В действительности, однако, он отстаивал преимущественно интересы польского землевладения и старался подавить все проявления демократических стремлений. Следуя политике, определившейся еще при Грохольском, польский клуб и при Яворском поддерживал правительство графа Эдуарда Тааффе, сохраняя, однако, свою самостоятельность.
В одной речи в рейхсрате в 1890 году Яворский говорил даже об эксплуататорских по отношению к полякам целях австрийского правительства; эта речь вызвала сильное недовольство при дворе. Когда в 1893 году Тааффе внес проект избирательной реформы, Яворский высказался решительно против нее и согласился на образование коалиции из польского клуба, клуба Гогенварта и немецких либералов, хотя ранее восставал против всяких союзов с ними.
Когда после падения Тааффе (1893) образовалось коалиционное министерство Виндишгреца, Яворский вступил в него министром для Галиции, вследствие чего оставил свою службу в суде и свое звание старшины клуба. Он сохранил тот же пост и в «деловом» министерстве Кильмансегга (1895), но вышел в отставку вместе со всем кабинетом (1895). Его заместитель в польском клубе, Залесский, отказался от своего звания, и Яворский был вновь избран старшиной клуба (1896).
Аполлинар фон Яворский умер 24 октября 1904 года в родном городе.